# Sete Santos

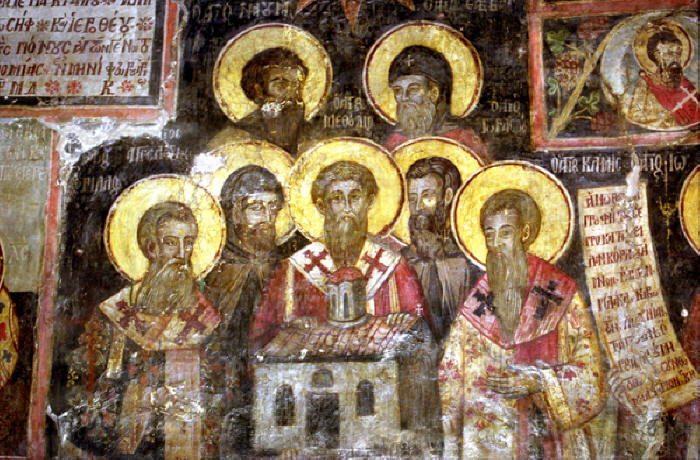
Afresco do mosteiro de Ardenitsa em Cutmichevitsa.

Os Sete Santos ou Sete Apóstolos dos Eslavos são Cirilo, Metódio, Clemente de Ocrida, Naum de Ocrida, Gorasdo da Morávia, Sava da Bulgária e Angelário. Eles são reverenciados como criadores e distribuidores do antigo roteiro e literatura búlgara para os eslavos e a Europa Oriental.
Seu sucesso se contextualizou na política religiosa do governante búlgaro Boris I.